# Манджукич, Марио
Ма́рио Манджу́кич (хорв. Mario Mandžukić; род. 21 мая 1986[…], Славонски-Брод, СР Хорватия, Югославия) — хорватский футбольный тренер, ранее выступавший как футболист на позиции нападающего. В настоящее время он является ассистентом Златко Далича в сборной Хорватии. Он стал известен благодаря своему  агрессивному стилю игры и мастерству игры в воздухе.
Он начал свою карьеру в родном клубе «Марсония», откуда перешёл в два столичных футбольных клуба Хорватии, сначала в «Загреб», а затем подписал контракт с загребским «Динамо» в 2007 году, где он стал лучшим бомбардиром чемпионата в сезоне 2008/09. В 2010 году он перешёл в «Вольфсбург». После впечатляющего выступления на Евро-2012, где он стал лучшим бомбардиром, его подписала мюнхенская «Бавария». В свой первый сезон в клубе он выиграл три трофея: Бундеслигу, Кубок Германии и Лигу чемпионов УЕФА, а также стал первым хорватом, забившим в финале Лиги чемпионов. Выиграв в следующем сезоне дубль в чемпионате, он в 2014 году перешёл из «Баварии» в мадридский «Атлетико», а через сезон был подписан «Ювентусом» за 19 миллионов евро, где в первые три сезона выиграл дубль в чемпионате, а на следующий год завоевал ещё один титул чемпиона. В финале Лиги чемпионов 2017 года он забил свой второй гол в финале Лиги чемпионов – удар головой мимо вратаря, который принёс ему награду «Гол сезона» УЕФА. В декабре 2019 года Манджукич покинул «Ювентус» и перешёл в катарский клуб «Аль-Духаиль»; однако, не сумев адаптироваться, он расторг контракт и вернулся в Италию в январе 2021 года, подписав контракт с «Миланом». В сентябре того же года он завершил карьеру, несмотря на то, что получил два предложения о подписании контрактов с клубами в качестве свободного агента.
На международном уровне Манджукич дебютировал за сборную Хорватии в ноябре 2007 года под руководством Славена Билича. В составе своей сборной он принял участие в четырёх крупных турнирах: Евро-2012, чемпионате мира 2014 года, Евро-2016 и чемпионате мира 2018 года, дойдя до финала последнего турнира, после чего ушёл из международного футбола. В общей сложности он принял участие в 89 международных турнирах и с 33 голами является вторым по количеству забитых мячей игроком сборной Хорватии за всё время после Давора Шукера. Он был назван хорватским футболистом года в 2012 и 2013 годах.

## Ранние годы
Марио Манджукич родился в 21 мая 1986 года на территории Социалистической Республики Хорватии. Когда Марио было 2 года, его родители перебрались в ФРГ из-за войны за независимость Хорватии. Именно здесь в шестилетнем возрасте Манджукич поступил в академию любительского клуба «Дитцинген». Через четыре года Марио вернулся на родину, где продолжил обучаться в академии «Марсонии». В 2003 году хорват дебютировал в профессиональном футболе в скромном клубе «Железничар» (Славонски-Брод). Отыграв здесь один сезон, перешёл в родную команду «Марсония», а уже отсюда был выкуплен футбольным клубом «Загреб». С «Загребом» Манджукич выиграл Кубок Хорватии, а также занимал четвёртое место в чемпионате, однако больших успехов в индивидуальном развитии не добился.

## Профессиональная карьера

### «Динамо» (Загреб)

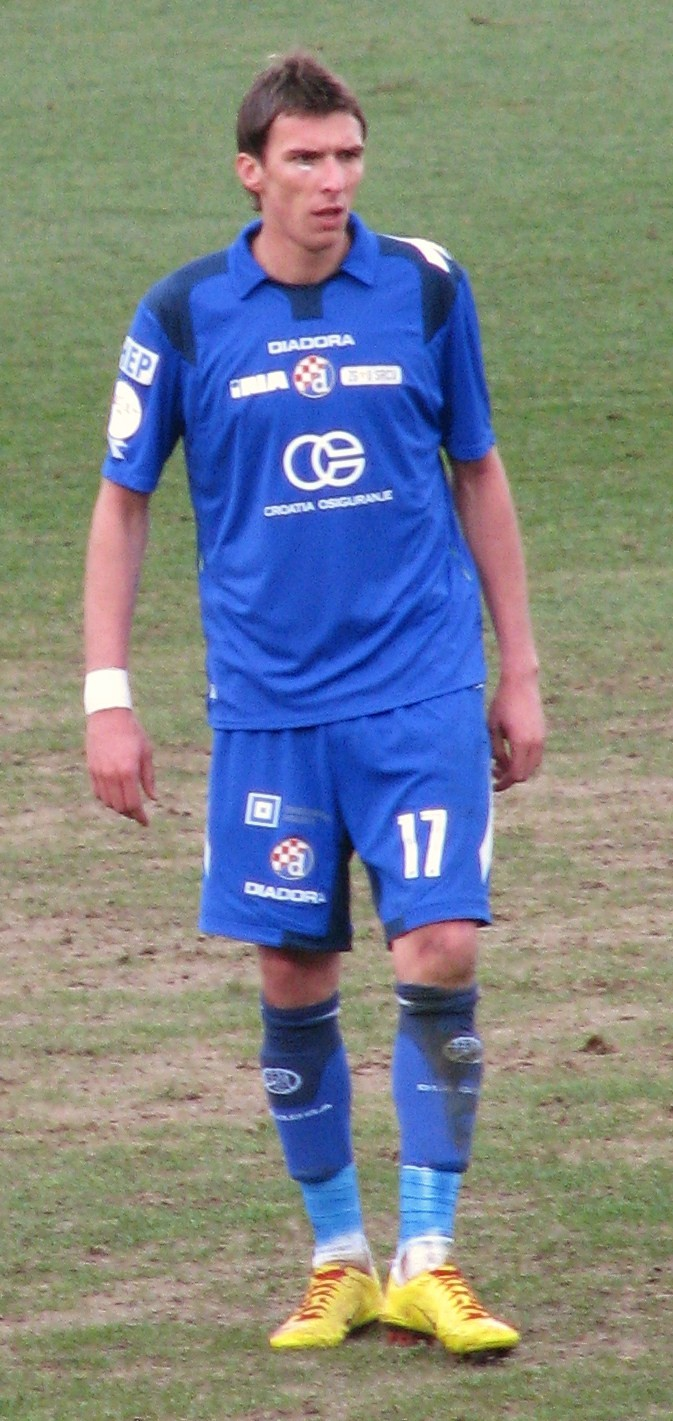
Манджукич в составе «Динамо», 2010 год

Летом 2007 года Манджукич был куплен загребским «Динамо» за 1,3 миллиона евро в качестве замены звездному нападающему «Арсенала» Эдуардо да Силве. В это время в клубе «феерили» такие игроки как Лука Модрич, Ведран Чорлука, Нико Кранчар. По прибытии он сумел занять место в стартовом составе, играя в основном на позиции второго нападающего. 21 июля он дебютировал за «синих» в домашней победе над «Шибеником» (5:0), где он также забил свой первый гол. 7 августа дебютировал в Лиге чемпионов в матче квалификационного раунда против «Домжале», в котором «Динамо» праздновало победу со счётом 3:1. 1 сентября он впервые в своей карьере забил два гола в одном матче, одержав победу в дерби против своего бывшего клуба «Загреба» (3:1). 4 октября 2007 года он продемонстрировал впечатляющую игру в матче против «Аякса» в Амстердаме, когда забил два гола в дополнительное время, обеспечив победу «Динамо» на выезде со счётом 3:2, и «Динамо» квалифицировалось в групповой этап Кубка УЕФА 2007/08. Свой первый сезон в «Динамо» он закончил с 12 голами и 11 результативными передачами в 29 матчах, но при этом отличался плохой дисциплиной, получив восемь жёлтых карточек.
Сезон 2008/09 он начал с двух голов в ворота «Линфилда» в отборочном матче Кубка УЕФА. В сезоне 2008/09 в чемпионате Манджукич стал лучшим бомбардиром лиги, забив 16 голов в 28 матчах. Он также забил три гола в Кубке УЕФА. В этом же сезоне он стал лучшим игроком сборной Хорватии, получив восемь очков в отборочных матчах чемпионата мира 2010 года. После окончания сезона 2008/09 его связывали с немецким клубом «Вердер», но предложение в 12 миллионов евро было отклонено правлением «Динамо», которое считало, что Манджукич стоит не менее 15 миллионов евро. Он начал сезон 2009/10, забив гол в матче плей-офф Лиги чемпионов против «Ред Булл Зальцбург». Нападающий получил красную карточку на последних минутах игры. После того как он сказал судье, что в него попала бутылка, которую кто-то бросил с трибун, тот дал ему вторую жёлтую карточку и удалил из игры. 17 сентября 2009 года после того как «Динамо» проиграло дома «Андерлехту» (0:2) в Лиге Европы, Манджукич был спорно оштрафован на 100 000 евро после того, как его обвинили в плохой игре. Это был первый случай в истории клуба, когда на игрока был наложен денежный штраф. 20 сентября Манджукич в качестве капитана привёл «Динамо» к победе над «Риеком» (6:0). В послематчевом интервью игрок отверг любые предположения о своем уходе из клуба после штрафа, заявив, что это была его детская мечта – стать капитаном «Динамо», и что он выкладывается по максимуму в любом матче за клуб. В том сезоне он принял участие в 24 матчах лиги, забив 14 голов. Он также принял участие в пяти матчах Лиги Европы.

### «Вольфсбург»
14 июля 2010 года перешёл в «Вольфсбург» за 7 миллионов евро. После прибытия в команду, в первой половине сезона 2010/11, он играл регулярно, но в основном выходил на замену. Манджукич использовался Стивом Маклареном, в то время являвшимся главный тренером клуба, как левый вингер, ибо тренер предпочитал схему игры только с одним нападающим, отдавая предпочтение Эдину Джеко. Однако после ухода Джеко в «Манчестер Сити» в январе 2011 года, хорват стал чаще использоваться именно на позиции центрфорварда. Дебют игрока в составе «Вольфсбурга» прошёл 15 августа 2010 года в матче Кубка Германии против «Мюнстера» (2:1). В национальном чемпионате Манджукич дебютировал на три дня позже, отыграв 88 минут встречи против своего будущего клуба — мюнхенской «Баварии» (1:2). Первый гол за «Вольфсбург» забил 12 марта 2011 года в матче против «Нюрнберга». После прихода тренера Феликса Магата Манджукич стал играть на своей естественной позиции нападающего. В последних семи матчах внутреннего сезона он забил восемь голов, два из которых пришлись на последний матч против «Хоффенхайма» и сыграли решающую роль в том, что клуб избежал вылета.
Во втором сезоне Марио стал одним из лидеров «Вольфсбурга», который переживал не лучшие времена после недавнего чемпионства и боролся за попадание в еврокубки. Хорватский нападающий отметился целым рядом важных голов: победный дубль в поединке против «Шальке 04» (2:1), гол и две голевые передачи в выездном поединке против «Нюрнберга» (1:3), голы в ворота «Герты» (1:4) и победный выстрел в матче против «Гамбурга» (1:2). В своём втором сезоне Манджукич стал лучшим бомбардиром клуба с 12 голами. За два года в «Вольфсбурге» он забил 20 раз в 56 матчах, став одним из лучших игроков «волков» за время своего пребывания в клубе и быстро став любимцем болельщиков благодаря своим бомбардирским способностям и отношению к делу.

### «Бавария»

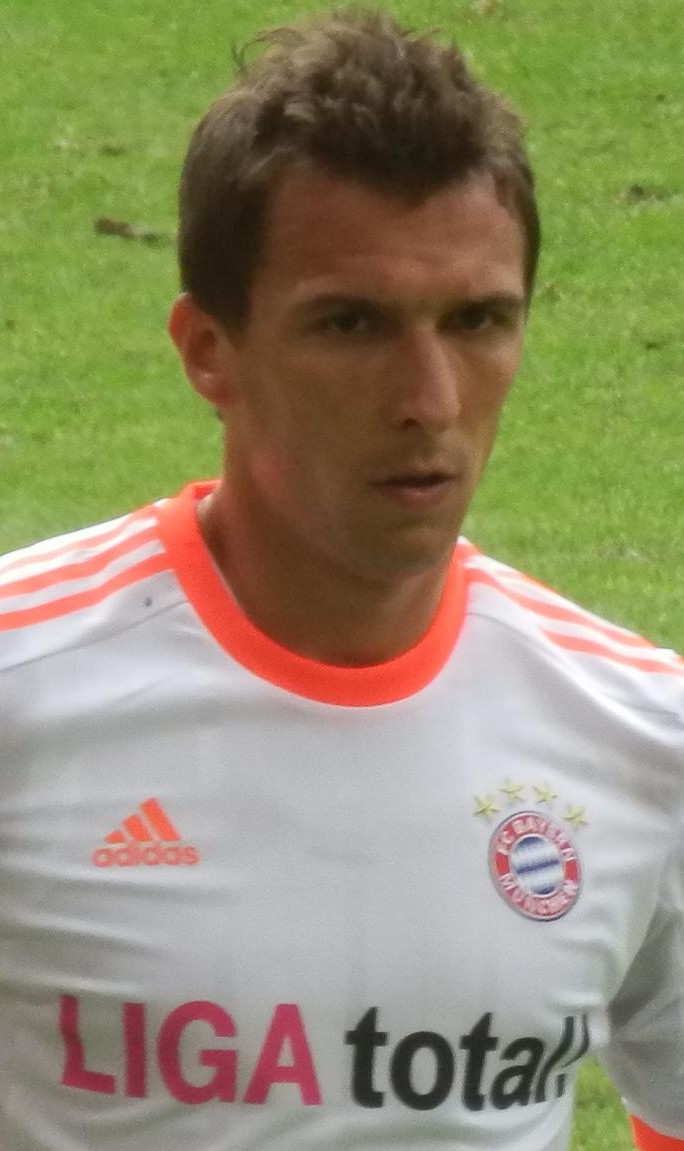
Манджукич в составе «Баварии», 2012 год

27 июня 2012 года Манджукич перешёл в мюнхенскую «Баварию» за 13 миллионов евро. В новом клубе хорват взял 9 номер. 24 июля Манджукич дебютировал за «Баварию» в победе над командой китайской Суперлиги «Бэйцзин Гоань» (6:0), забив пятый гол в товарищеском матче на 79-й минуте. 12 августа он забил свой первый гол в официальной игре против действующих чемпионов Бундеслиги дортмундской «Боруссии» на шестой минуте и помог своей команде выиграть Суперкубок Германии. Он забил свой первый гол за «Баварию» в первом туре чемпионата против «Гройтер Фюрт», а на следующий день забил ещё один в матче против «Штутгарта» (6:1). Затем он дважды забил в ворота своего бывшего клуба «Вольфсбурга». Затем Манджукич забил ещё четыре гола в пяти матчах Бундеслиги, доведя свой счёт до девяти голов в 11 матчах в высшей лиге Германии. После зимнего перерыва в Бундеслиге хорват продолжил свою голевую активность, забив ещё три гола в первых двух матчах, против «Гройтер Фюрта» и «Штутгарта». Ещё один дубль он забил в матче против «Майнца». Он закончил свой первый сезон в Бундеслиге в составе «Баварии» в качестве лучшего бомбардира клуба, забив в общей сложности 15 голов в 24 матчах и оказав большое влияние на завоевание титула чемпиона Бундеслиги. Свой первый гол в сезоне Лиги чемпионов он забил в матче 1/8 финала против «Арсенала». Ещё один гол он забил в четвертьфинальном матче против «Ювентуса» в Турине, обеспечив «Баварии» преимущество 0:1 на выезде. 25 мая «баварцы» встретились с дортмундской «Боруссией» в финале Лиги чемпионов УЕФА 2013 года, и хорват забил первый гол в матче, обеспечив «Баварии» преимущество 1:0 на 60-й минуте. В дальнейшем «баварцы» выиграли матч со счётом 2:1 после позднего гола Арьена Роббена. Этим голом Манджукич стал первым хорватом, забившим в финале Лиги чемпионов, и он завершил очень успешный первый сезон в Мюнхене, так как клуб завершил сезон с тремя победами, выиграв Бундеслигу, Лигу чемпионов и Кубок Германии, а также Суперкубок Германии в начале кампании.
Манджукич начал сезон медленно, испытывая небольшие проблемы с адаптацией к системе нового тренера «Баварии» Пепа Гвардиолы. Гвардиола изменил расстановку «Баварии» с 4–2–3–1, которую они использовали ранее при Юппе Хайнкесе, на новую 4–1–4–1. Хотя на адаптацию потребовалось некоторое время, хорват восстановил свою форму как раз к началу чемпионата. Он открыл новый сезон в Бундеслиге, забив два гола в двух матчах чемпионата. Манджукич забил свой первый гол в Лиге чемпионов в этом сезоне, когда «Бавария» начала защиту своего титула чемпиона Лиги чемпионов против московского ЦСКА (3:0) с победы на «Альянц Арене». Он забил единственный гол, когда «баварцы» в ноябре обыграли клуб «Виктория Пльзень» и вышли в плей-офф, одержав рекордную девятую победу в Лиге чемпионов. Манджукич забил свой десятый гол в новом сезоне Бундеслиги в декабрьском матче против «Гамбурга».
В первом полуфинале Клубного чемпионата мира 2013 года Манджукич нырнул вниз и головой переправил на Тьяго Алькантару сделав счёт 2:0 в матче с «Гуанчжоу Эвергранд». В итоге он выиграл турнир с «Баварией» после финала с «Раджой Касабланкой», завершившегося победой 2:0. После зимнего перерыва в Бундеслиге Манджукич не попал в состав «Баварии» на матч против мёнхенгладбахской «Боруссии», так как Гвардиола, по слухам, не был впечатлён его игрой на тренировках. Он вернулся в состав на следующий матч против «Штутгарта». Неделю спустя, в матче против «Айнтрахта» из Франкфурта, Манджукич дал ответ, показав великолепную игру в победе «Баварии» со счётом 5:0, забив последний гол в матче и отдав точный пас Марио Гётце, который открыл счёт. 12 февраля хорват создал свой первый хет-трик в сезоне, когда «Бавария» пробилась в полуфинал Кубка Германии, разгромив «Гамбург» со счётом 5:0. В матче против «Ганновера 96» Манджукич отметил своё 100-е появление в Бундеслиге, завершив передачу Рафиньи и забив гол. Несмотря на то, что хорват являлся лучшим бомбардиром клуба с 26 голами, Гвардиола вывел его из состава команды перед финалом Кубка Германии 2014 года. Манджукич заявил, что хочет покинуть «Баварию», потому что «стиль игры тренера Пепа Гвардиолы просто не подходит» ему.

### «Атлетико Мадрид»
10 июля 2014 года Манджукич подписал четырёхлетний контракт с испанским клубом «Атлетико Мадрид» за нераскрытую сумму. 24 июля хорват был представлен болельщикам «Атлетико» на «Висенте Кальдерон» в футболке с номером 9. 19 августа он дебютировал в первом матче Суперкубка Испании 2014 года, сыграв вничью 1:1 с мадридским «Реалом», в котором он отыграл 78 минут, после чего был заменён на дебютанта Рауля Хименеса. Во втором матче на «Висенте Кальдерон» Манджукич забил свой первый гол за клуб, забив победный гол уже через две минуты. Это был самый быстрый гол в турнире. 

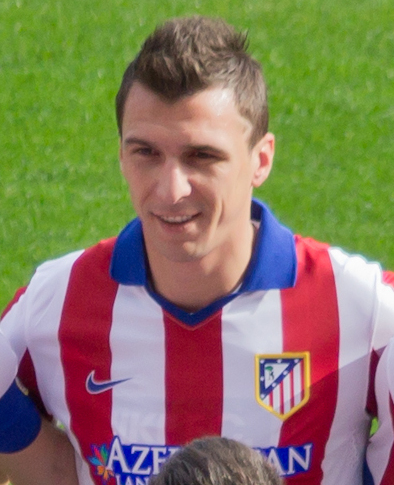
Манджукич в составе мадридского «Атлетико» в октябре 2014 года

30 августа Манджукич забил свой первый гол в лиге против «Эйбара», когда «Атлетико» одержал первую победу в новом сезоне чемпионата Испании. В первом матче новой кампании Лиги чемпионов против «Олимпиакоса» Манджукич принял передачу Кристиана Ансальди и ударом головой с близкого расстояния отправил мяч в нижний угол, сделав счёт 1:2, но в итоге проиграв 2:3. 26 октября Манджукич помог «Атлетико» приблизиться на два очка к лидерам лиги – «Барселоне» и «Севилье», когда он с передачи Арды Турана забил единственный гол в победе над «Хетафе».
После возвращения в строй в защитной маске, он стал набирать обороты, забив 14 голов во всех турнирах до зимнего перерыва, включая сенсационный хет-трик против «Олимпиакоса» в ответном матче группового этапа на «Кальдероне» 26 ноября, который обеспечил ему место в стадии плей-офф Лиги чемпионов. Манджукич забил свой 11-й гол в сезоне Ла Лиги в 19-й игре, в победе «красно-белых» со счётом 4:0 над местными соперниками «Реал Мадрид» во втором дерби сезона, когда спортивные аналитики отметили, что Манджукич показал один из лучших выступлений центрального нападающего в Ла Лиге за последние годы, способствуя всему, что было хорошо в его команде, а затем положил глазурь на торт удачным четвертым голом. В общей сложности Манджукич забил 20 голов в 43 матчах в своем единственном сезоне в Мадриде, оправдав свой имидж трудолюбивого и проверенного бомбардира.

### «Ювентус»
22 июня 2015 года чемпионы Серии А «Ювентус» объявили о том, что Манджукич перешёл в клуб из мадридского «Атлетико» по четырехлётнему контракту за 19 миллионов евро, которые будут выплачены тремя частями, включая возможные дополнительные 2 миллиона евро, связанные с выполнением бонусов. 8 августа на 69-й минуте он забил первый гол за «Ювентус» в матче против «Лацио» в рамках Суперкубка Италии 2015 года, выиграв 2:0 в Шанхае. 23 августа он официально дебютировал за «Ювентус» в чемпионате, выйдя на поле и отыграв все 90 минут в матче против «Удинезе» (1:0) в первой игре сезона 2015/16.
21 сентября было подтверждено, что Манджукич выбыл на три недели после травмы бедра, полученной в победе над «Дженоа» (2:0). Однако он вернулся раньше, забив первый гол «Ювентуса» и временно сравняв счёт, когда 15 сентября команда одержала победу со счётом 2:1 над «Манчестер Сити» на выезде во время стартового матча группового этапа Лиги чемпионов. 25 октября Манджукич забил последний гол в домашней победе «Ювентуса» над «Аталантой» (2:0) на 49-й минуте; это был его первый гол в Серии А в его 6-м выступлении за клуб. Через две игры он забил ещё раз, помог «Ювентусу» победить «Эмполи» со счётом 3:1. 25 ноября хорват забил победный гол в домашней победе над «Манчестер Сити» (1:0) во втором матче группового этапа Лиги чемпионов, обеспечив клубу место в 1/8 финала. Благодаря этим значительным голам, а также ещё одному голу в гостевом матче с «Палермо» (3:0) 29 ноября он был признан игроком месяца за ноябрь 2015 года. 27 января 2016 года Манджукич получил мышечную травму во время первого полуфинального матча Кубка Италии против миланского «Интера», из-за чего выбыл из строя на четыре недели. Первоначально опасались, что он пропустит первый матч 1/8 финала Лиги чемпионов против своего бывшего клуба «Баварии». Однако он вернулся в строй раньше, чем ожидалось, выйдя на поле в матче против «Баварии» 23 февраля и организовав гол Пауло Дибалы в домашней ничьей 2:2.

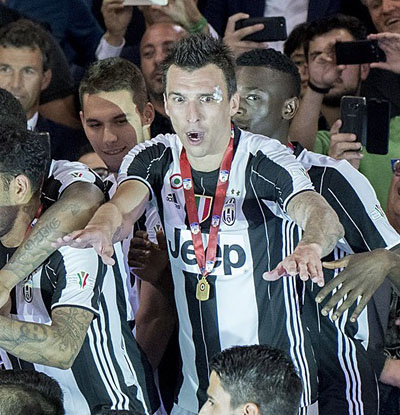
Манджукич празднует победу в Кубке Италии вместе с «Ювентусом»

Второй сезон Манджукича в «Ювентусе» был особенно примечательным, поскольку главный тренер клуба Массимилиано Аллегри часто играл не на своей позиции; на протяжении сезона 2016/17 он в основном выступал в роли левого вингера, а не нападающего, как это было обычно в прошлом. Хотя количество забитых им голов уменьшилось, в СМИ его хвалили за скорость работы, универсальность, последовательность и общее высокое качество выступлений в новой роли. 25 мая 2017 года Манджукич подписал продление контракта, по которому он останется в клубе до 2020 года. 3 июня хорват начал игру в финале Лиги чемпионов. Он забил уравнивающий гол на 27-й минуте, всего через семь минут после того, как Криштиану Роналду сделал «Реал Мадрид» лидером. Манджукич принял грудью мяч от Гонсало Игуаина и перекинул мяч через плечо с 14 метров, который по дуге перелетел через Кейлора Наваса в сетку ворот. Этот гол был назван одним из лучших голов, когда-либо забитых в финале Лиги чемпионов, и сравнивался с голом Зинедина Зидана в финале 2002 года за «Реал Мадрид»; но «Ювентус» в итоге был разгромлён со счётом 1:4. Гол Манджукича ударом через себя в ворота «Реала» получил награду «Гол сезона 2016/17» УЕФА.
31 октября 2017 года Манджукич провёл свой 100-й матч за «Ювентус» в гостевой ничьей со «Спортингом» (1:1) в Лиге чемпионов. 11 апреля 2018 года он забил два гола в гостевой победе над мадридским «Реалом» (3:1) в четвертьфинале Лиги чемпионов. Первый гол, забитый через 76 секунд, стал самым быстрым голом, пропущенным «Реалом» в домашнем матче Лиги чемпионов, и стал первым игроком соперника, который забил дубль в первом тайме в матче Лиги чемпионов на «Бернабеу».
25 августа 2018 года Манджукич забил свой первый гол в сезоне 2018/19 в домашней победе над «Лацио» (2:0). 6 октября он сделал своё 100-е появление в Серии А в составе клуба в гостевой победе над «Удинезе» (2:0), создав второй гол в матче, забитый Криштиану Роналду. 24 ноября Манджукич стал капитаном команды в домашней победе над СПАЛом (2:0), забив свой шестой гол в сезоне. Три дня спустя, 27 ноября, он забил свой первый гол в сезоне Лиги чемпионов в домашней победе над «Валенсией» (1:0), ассистировав Криштиану Роналду. Итальянские газеты La Gazzetta dello Sport и La Stampa отметили зарождающийся симбиоз между Манджукичем и Роналду, описанный как неожиданный тандем силы и мастерства. 4 апреля 2019 года Манджукич продлил контракт с «Ювентусом» до 2021 года.

### Карьера после ухода из «Ювентуса»
С приходом нового тренера «Ювентуса» Маурицио Сарри летом 2019 года Манджукич был исключён из планов тренера. В результате он был исключён из состава Лиги чемпионов «Ювентуса» вместе с товарищем по команде Эмре Джаном. 24 декабря после того, как он не сыграл ни разу за клуб в сезоне 2019/20, он согласился присоединиться к катарскому клубу «Аль-Духаиль». 29 декабря переход был оформлен официально.
Он дебютировал в чемпионате 4 января 2020 года в матче против «Катар СК». 10 января забил дебютный гол за клуб в матче Кубка Катара против «Ас-Сайлии» (2:0). 11 февраля он дебютировал и забил свой дебютный гол в Лиге чемпионов АФК, став автором первого гола в домашней победе над «Персеполисом» на групповом этапе со счётом 2:0. 5 июля после десяти выступлений и двух голов, Манджукич расторг контракт с катарской командой по обоюдному согласию.
После расторжения контракта интерес к Манджукичу проявили несколько клубов, в том числе «Фенербахче», «Бешикташ», московский «Локомотив», «Милан», «Беневенто», «Эллас Верона», «Фиорентина», «Астон Вилла», «Вулверхэмптон Уондерерс», «Олимпик Марсель», «Вольфсбург», берлинская «Герта» и «Шальке 04». 19 января 2021 года Манджукич присоединился к клубу Серии А «Милан», заключив контракт до конца сезона с возможностью продления ещё на год. 23 января он дебютировал в чемпионате в матче с «Аталантой» (3:0). Из-за повторяющихся травм, ухудшающих его физические кондиции, и плохой формы хорвата провёл за «Милан» всего 11 матчей, в основном на замену, не забив ни одного гола. 24 мая 2021 года игрок объявил о своём уходе из «россонери», поскольку руководство клуба не продлило с ним контракт. 3 сентября 2021 года Манджукич объявил о завершении карьеры.

### Карьера в сборной
17 ноября 2007 года после ряда удачных выступлений в сезоне 2007/08, а также в матчах «Динамо» в Лиге чемпионов и Кубке УЕФА, Манджукич получил вызов в сборную Хорватии, за которую он дебютировал в игре против сборной Македонии. 10 сентября 2008 года он забил свой первый гол за сборную в домашнем поражении от сборной Англии (1:4) в отборочном матче чемпионата мира 2010 года.

#### Евро-2012
Влияние Манджукича в национальной команде возросло во время отборочного турнира Евро-2012. Его первый гол в кампании состоялся в июне 2011 года, когда он забил сравнял счёт в матче против сборной Грузии на стадионе «Полюд». В последнем матче отборочного турнира против сборной Латвии он забил ещё один гол. Поскольку Хорватия заняла второе место в своей группе, в плей-офф Евро-2012 ей предстояло встретиться со сборной Турции. В первом матче, проходившем в Стамбуле, Хорватия ошеломила домашних болельщиков, выиграв со счётом 3:0, причём Манджукич забил второй гол ударом головой на 32-й минуте матча.
Манджукич был одним из двух нападающих, выбранных тренером Славеном Биличем для сборной Хорватии на Евро-2012, в паре с нападающим «Эвертона» Никицей Елавичем. Он забил дважды в победном матче Хорватии против сборной Ирландии (3:1), а также в ничьей со сборной Италии (1:1) в следующем матче. Несмотря на выход Хорватии в групповой этап, он стал лучшим бомбардиром турнира с тремя голами наряду с Марио Балотелли, Фернандо Торресом, Криштиану Роналду, Аланом Дзагоевым и будущим партнером по «Баварии» Марио Гомесом.

#### Чемпионат мира 2014
Он открыл квалификацию ЧМ-2014, сделав две передачи в первых двух матчах – против сборной Македонии в Загребе и против сборной Бельгии в Брюсселе. Он забил свой первый гол в кампании против сборной Уэльса в Осиеке. Манджукич добавил ещё один гол к своему счёту в квалификационном матче против сборной Сербии, обеспечив Хорватии преимущество 1:0 в Загребе. Он также забил во втором матче между этими двумя командами в Белграде. В ответном матче плей-офф Хорватии против сборной Исландии в Загребе Манджукич сделал счёт 2:0 в пользу Хорватии. Однако позже он получил красную карточку после того, как в результате безрассудного высокого захвата Йоханна Берга Гудмундссона исландский полузащитник получил удар в левое колено.
Манджукич был включён в состав сборной Хорватии на чемпионат мира 2014 года в Бразилии, но был отстранён от участия в первом матче команды против принимающей страны в Сан-Паулу 12 июня 2014 года. 18 июня он вернулся в состав команды на второй матч против сборной Камеруна и отметил свой дебют на чемпионате мира, забив дважды в победе со счётом 4:0, получив награду «Игрок матча».

#### Чемпионат Европы 2016 и ЧМ-2018
12 июня 2015 года Манджукич забил один раз в успешной отборочной кампании Хорватии на Евро-2016, открыв домашнюю ничью со сборной Италии (1:1) в Сплите. На следующий день, 4 июня, он и Никола Калинич сделали хет-трики в разминочном матче против сборной Сан-Марино в Риеке (10:0) в преддверии турнира; этот результат стал рекордным для Хорватии.

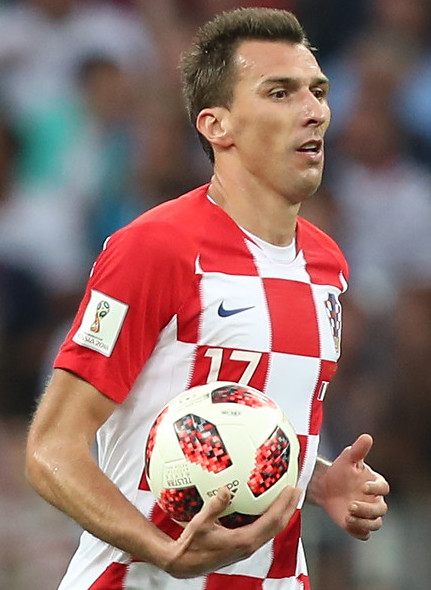
Манджукич после гола в финале ЧМ-2018 против сборной Франции

6 октября 2016 года Манджукич забил хет-трик в победе над сборной Косово (6:0) в Шкодере в рамках квалификации ЧМ-2018, первой соревновательной игре соперников в качестве домашней команды.
4 июня 2018 года Манджукич был включён в окончательный состав сборной Хорватии из 23 человек на чемпионат мира 2018 года. В стартовой игре против сборной Нигерии он стал причиной автогола Огенекаро Этебо и заработал пенальти, который был успешно реализован Лукой Модричем, и игра закончилась со счётом 2:0 в пользу Хорватии. 1 июля во время матча 1/8 финала против сборной Дании он забил сравняющий гол на 4-й минуте игры; после ничьей 1:1 после дополнительного времени Хорватия победила 3:2 в серии пенальти. 7 июля в четвертьфинале против хозяев турнира – сборной России Манджукич ассистировал в первой половине основного времени Андрею Крамаричу, который сравнял счет. Ничья 1:1 после 90 минут перевела матч в дополнительное время, а после ничьей 2:2 после 120 минут игры Хорватия снова прошла в следующий раунд, победив в серии пенальти со счётом 4:3. 11 июля во время полуфинального матча Хорватии против сборной Англии, когда счёт был равным 1:1 после основного времени, Манджукич забил победный гол на 109-й минуте, обеспечив Хорватии победу со счётом 2:1 и впервые в своей истории отправив команду в финал Кубка мира. 15 июля в финале против сборной Франции он стал первым игроком в истории, забившим автогол в финале чемпионата мира, когда он направил штрафной удар Антуана Гризманна в собственные ворота, чтобы Франция повела 1:0; позже он забил второй гол Хорватии, догнав и воспользовавшись ошибкой французского вратаря Уго Льориса, и матч в итоге закончился поражением 2:4. Благодаря этому голу Марио Манджукич стал вторым игроком в истории чемпионатов мира, забившим за обе команды в одном матче (первым был Эрни Брандтс из Нидерландов в матче чемпионата мира 1978 года против сборной Италии), и первым, сделавшим это в финале.
14 августа 2018 года Манджукич объявил о своем уходе из международного футбола. На момент ухода он был вторым бомбардиром в истории сборной Хорватии с 33 голами.

## Стиль игры

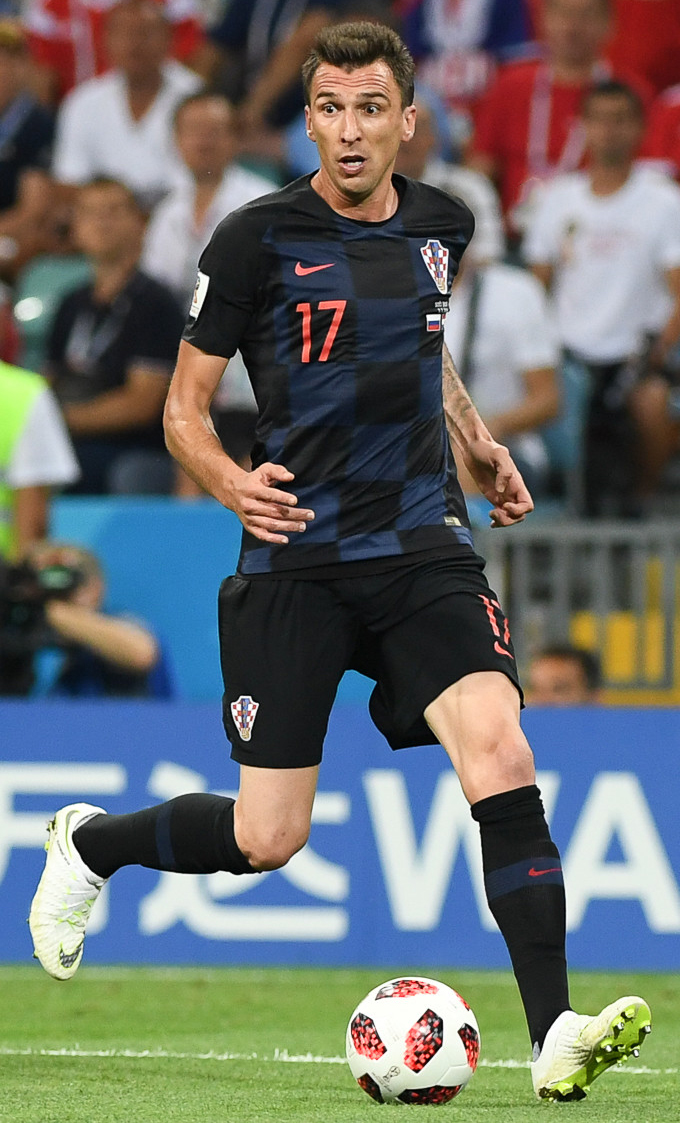
Манджукич играет за сборную Хорватии на чемпионате мира 2018 года

Помимо забитых мячей, эксперты отмечали Манджукича за его физическую силу, универсальность, подвижность и физическую форму, а также за его умение играть в воздухе. Мирослав Блажевич даже дал ему прозвище Đilkoš, что означает «дерзкий и бесхитростный», имея в виду скорее физические достоинства нападающего, мощное телосложение и, казалось бы, бесконечную выносливость, чем его технические способности; другие его прозвища включали Манджо и Супер Марио. Известный своей высокой работоспособностью и вкладом в оборону, бывший тренер Манджукича в «Вольфсбурге» Феликс Магат отметил его выносливость, заявив, что нападающий «настолько силён, что, думаю, он мог бы сыграть два матча подряд, не останавливаясь ни на минуту».
После его перехода в «Атлетико Мадрид» аналитик Sky Sports Адам Бейт написал, что он идеально вписывается в стиль тренера Диего Симеоне, так как Манджукич «часто является зачинщиком прессинга своим энергичным бегом, Манджукич борется с защитниками, оттесняя их назад, чтобы создать пространство для товарищей по команде, а также мешает соперникам терпеливо строить игру без давления на мяч». Бейт также добавил, что хорват был «...физическим и мобильным нападающим, который делает большую часть своей лучшей работы без мяча, похоже, выполняя работу двух игроков и таким образом позволяя иметь дополнительного человека в полузащите». Автор ESPN FC Майкл Кокс также похвалил Манджукича за отличную командную работу, подчеркнув, что, хотя он энергично прессинговал соперников, когда они пытались разыграть мяч сзади, он также был очень старательным и дисциплинированным в том, как он отходил на свою половину поля, чтобы защищаться за мячом, если соперникам удавалось обойти прессинг его команды. В 2014 году Александр Холига прокомментировал игру Манджукича, заявив, что «[он] растягивает оборону постоянным движением и, кажется, бесконечной выносливостью, открывая пространство для других, чтобы подойти сзади или вклиниться с фланга; его прессинг с мячом доказал свою решающую роль в ряде предыдущих случаев, и он, конечно, один из лучших нападающих в мире, когда речь идет о воздушной мощи. Так что даже если он не забьет сам, его присутствие может стать ключевым для шансов команды».
Хотя в основном он выступал в роли нападающего или цели в штрафной площади благодаря своему росту, воздушной мощи и физической силе, скорость работы, щедрость, тактический ум и универсальность Манджукича проявлялись в его готовности играть на разных позициях в передней линии или за ней; На протяжении всей своей карьеры он использовался и как вингер, и как второй нападающий, и как атакующий полузащитник, и даже как фланговый защитник – позиции, которые позволяли ему свободно атаковать из глубины или с более широких зон, поддерживать и объединяться со своими более атакующими партнерами по команде, выводить соперников из позиции своим движением и прикрывать в обороне фулбэков, совершающих перекрывающие атаки. Действительно, особенно во время его работы в «Ювентусе» под руководством Массимилиано Аллегри, конкуренция со стороны других нападающих часто приводила к тому, что Манджукич использовался в этих более глубоких или широких, более творческих ролях, в частности, на левом фланге, где он преуспел, получая похвалу от СМИ за свои неизменно качественные выступления, благодаря своей способности держать мяч спиной к воротам и играть за счёт своих партнеров по команде, или опускаться в полузащиту, чтобы помочь отвоевать мяч, когда его команда не владеет им. Он также должен был выполнять функции «широкой цели» на левой стороне поля, благодаря своему движению и скорости работы, а также способности использовать свой рост, чтобы выигрывать воздушные атаки, или использовать свою силу и надежную технику, чтобы удерживать мяч для товарищей по команде и создавать пространство или шансы для них; на этой позиции он, по сути, играл гибрид ролей целевого игрока, левого вингера и левого защитника. В дополнение к своим способностям футболиста Манджукич был также известен своей решительностью, лидерством и психической силой, и был описан в СМИ как «крупный игрок», благодаря своей склонности забивать решающие голы в важных матчах как за клуб, так и за страну. За время, проведенное в Италии, он получил от болельщиков «Ювентуса» прозвище «guerriero» («воин» по-итальянски). Его стиль игры сравнивали со стилем игры соотечественника Алена Бокшича, который также играл на позиции нападающего в «Ювентусе».

## Тренерская карьера
22 ноября 2021 года в возрасте 35 лет начал тренерскую карьеру, став ассистентом наставника сборной Хорватии Златко Далича.

## Достижения

### Командные
«Динамо» (Загреб)
- Чемпион Хорватии (3): 2007/08, 2008/09, 2009/10
- Обладатель Кубка Хорватии (2): 2007/08, 2008/09

«Бавария»
- Чемпион Германии (2): 2012/13, 2013/14
- Обладатель Кубка Германии (2): 2012/13, 2013/14
- Обладатель Суперкубка Германии: 2012
- Победитель Лиги чемпионов: 2012/13
- Обладатель Суперкубка УЕФА: 2013
- Победитель Клубного чемпионата мира: 2013

«Атлетико Мадрид»
- Обладатель Суперкубка Испании: 2014

«Ювентус»
- Чемпион Италии (5): 2015/16, 2016/17, 2017/18, 2018/19, 2019/20
- Обладатель Кубка Италии (3): 2015/16, 2016/17, 2017/18
- Обладатель Суперкубка Италии (2): 2015, 2018.

Сборная Хорватии
- Вице-чемпион мира: 2018

### Личные
- Лучший футболист Хорватии (2): 2012, 2013
- Лучший бомбардир чемпионата Хорватии: 2008/09
- Лучший ассистент чемпионата Хорватии: 2008/09
- Лучший игрок чемпионата Хорватии: 2008/09
- Лучший бомбардир чемпионата Европы: 2012
- Автор лучшего гола в сезоне 2016/17 по версии УЕФА
- Орден Князя Бранимира: 2018[140]

## Статистика выступлений
| Клуб             | Сезон            | Лига | Лига | Кубок страны | Кубок страны | Еврокубки | Еврокубки | Прочие | Прочие | Итого | Итого |
| Клуб             | Сезон            | Игры | Голы | Игры         | Голы         | Игры      | Голы      | Игры   | Голы   | Игры  | Голы  |
| ---------------- | ---------------- | ---- | ---- | ------------ | ------------ | --------- | --------- | ------ | ------ | ----- | ----- |
| Загреб           | 2005/06          | 28   | 3    | —            | —            | —         | —         | —      | —      | 28    | 3     |
| Загреб           | 2006/07          | 23   | 11   | —            | —            | 2         | 0         | —      | —      | 25    | 11    |
| Загреб           | Итого            | 51   | 14   | —            | —            | 2         | 0         | —      | —      | 53    | 14    |
| Динамо (Загреб)  | 2007/08          | 29   | 12   | 8            | 5            | 10        | 3         | —      | —      | 47    | 20    |
| Динамо (Загреб)  | 2008/09          | 28   | 16   | 5            | 5            | 10        | 3         | —      | —      | 43    | 24    |
| Динамо (Загреб)  | 2009/10          | 24   | 14   | 3            | 0            | 10        | 3         | —      | —      | 41    | 17    |
| Динамо (Загреб)  | 2010/11          | —    | —    | —            | —            | 1         | 2         | —      | —      | 1     | 2     |
| Динамо (Загреб)  | Итого            | 81   | 42   | 16           | 10           | 31        | 11        | —      | —      | 128   | 63    |
| Вольфсбург       | 2010/11          | 24   | 8    | 3            | 0            | —         | —         | —      | —      | 27    | 8     |
| Вольфсбург       | 2011/12          | 32   | 12   | 1            | 0            | —         | —         | —      | —      | 33    | 12    |
| Вольфсбург       | Итого            | 56   | 20   | 4            | 0            | —         | —         | —      | —      | 60    | 20    |
| Бавария          | 2012/13          | 24   | 15   | 5            | 3            | 10        | 3         | 1      | 1      | 40    | 22    |
| Бавария          | 2013/14          | 30   | 18   | 4            | 4            | 10        | 3         | 4      | 1      | 48    | 26    |
| Бавария          | Итого            | 54   | 33   | 9            | 7            | 20        | 6         | 5      | 2      | 88    | 48    |
| Атлетико Мадрид  | 2014/15          | 28   | 12   | 3            | 2            | 10        | 5         | 2      | 1      | 43    | 20    |
| Атлетико Мадрид  | Итого            | 28   | 12   | 3            | 2            | 10        | 5         | 2      | 1      | 43    | 20    |
| Ювентус          | 2015/16          | 27   | 10   | 3            | 0            | 5         | 2         | 1      | 1      | 36    | 13    |
| Ювентус          | 2016/17          | 34   | 7    | 4            | 1            | 11        | 3         | 1      | 0      | 50    | 11    |
| Ювентус          | 2017/18          | 32   | 5    | 4            | 1            | 6         | 4         | 1      | 0      | 43    | 10    |
| Ювентус          | 2018/19          | 25   | 9    | 0            | 0            | 8         | 1         | 0      | 0      | 33    | 10    |
| Ювентус          | Итого            | 118  | 31   | 11           | 2            | 30        | 10        | 3      | 1      | 162   | 44    |
| Аль-Духаиль      | 2019/20          | 5    | 0    | —            | —            | 2         | 1         | —      | —      | 7     | 1     |
| Аль-Духаиль      | Итого            | 5    | 0    | —            | —            | 2         | 1         | —      | —      | 7     | 1     |
| Всего за карьеру | Всего за карьеру | 393  | 152  | 43           | 21           | 95        | 33        | 10     | 4      | 541   | 210   |

### Список голов за сборную
| Голы Марио Манджукича за национальную сборную Хорватии | Голы Марио Манджукича за национальную сборную Хорватии | Голы Марио Манджукича за национальную сборную Хорватии | Голы Марио Манджукича за национальную сборную Хорватии | Голы Марио Манджукича за национальную сборную Хорватии | Голы Марио Манджукича за национальную сборную Хорватии | Голы Марио Манджукича за национальную сборную Хорватии |
| №                                                      | Дата                                                   | Место проведения                                       | Соперник                                               | Голы Манджукича                                        | Результат                                              | Соревнование                                           |
| ------------------------------------------------------ | ------------------------------------------------------ | ------------------------------------------------------ | ------------------------------------------------------ | ------------------------------------------------------ | ------------------------------------------------------ | ------------------------------------------------------ |
| 1                                                      | 10 сентября 2008                                       | Максимир, Загреб, Хорватия                             | Англия                                                 | 78′                                                    | 1:4                                                    | Отборочные матчи ЧМ-2010                               |
| 2                                                      | 12 октября 2010                                        | Максимир, Загреб, Хорватия                             | Норвегия                                               | 35′                                                    | 2:1                                                    | Товарищеский матч                                      |
| 3                                                      | 3 июня 2011                                            | Полюд, Сплит, Хорватия                                 | Грузия                                                 | 76′                                                    | 2:1                                                    | Отборочные матчи ЧЕ-2012                               |
| 4                                                      | 11 октября 2011                                        | Кантрида, Риека, Хорватия                              | Латвия                                                 | 72′                                                    | 2:0                                                    | Отборочные матчи ЧЕ-2012                               |
| 5                                                      | 11 ноября 2011                                         | Тюрк Телеком Арена, Стамбул, Турция                    | Турция                                                 | 32′                                                    | 3:0                                                    | Отборочные матчи ЧЕ-2012                               |
| 6                                                      | 10 июня 2012                                           | Городской стадион, Познань, Польша                     | Ирландия                                               | 3′, 48′                                                | 3:1                                                    | ЧЕ-2012. Групповой этап                                |
| 8                                                      | 14 июня 2012                                           | Городской стадион, Познань, Польша                     | Италия                                                 | 72′                                                    | 1:1                                                    | ЧЕ-2012. Групповой этап                                |
| 9                                                      | 16 октября 2012                                        | Градски врт, Осиек, Хорватия                           | Уэльс                                                  | 27′                                                    | 2:0                                                    | Отборочные матчи ЧМ-2014                               |
| 10                                                     | 6 февраля 2013                                         | Крейвен Коттедж, Лондон, Англия                        | Республика Корея                                       | 32′                                                    | 4:0                                                    | Товарищеский матч                                      |
| 11                                                     | 22 марта 2013                                          | Максимир, Загреб, Хорватия                             | Сербия                                                 | 23′                                                    | 2:0                                                    | Отборочные матчи ЧМ-2014                               |
| 12                                                     | 6 сентября 2013                                        | Райко Митич, Белград, Сербия                           | Сербия                                                 | 53′                                                    | 1:1                                                    | Отборочные матчи ЧМ-2014                               |
| 13                                                     | 19 ноября 2013                                         | Максимир, Загреб, Хорватия                             | Исландия                                               | 27′                                                    | 2:0                                                    | Отборочные матчи ЧМ-2014                               |
| 14                                                     | 18 июня 2014                                           | Арена да Амазония, Манаус, Бразилия                    | Камерун                                                | 61′, 73′                                               | 4:0                                                    | ЧМ-2014. Групповой этап                                |
| 16                                                     | 4 сентября 2014                                        | Stadion Aldo Drosina, Пула, Хорватия                   | Кипр                                                   | 18′, 58′                                               | 2:0                                                    | Товарищеский матч                                      |
| 18                                                     | 7 июня 2015                                            | Stadion Anđelko Herjavec, Вараждин, Хорватия           | Гибралтар                                              | 53′ (пен.)                                             | 4:0                                                    | Товарищеский матч                                      |
| 19                                                     | 12 июня 2015                                           | Полюд, Сплит, Хорватия                                 | Италия                                                 | 35′                                                    | 1:1                                                    | Отборочные матчи ЧЕ-2016                               |
| 20                                                     | 17 ноября 2015                                         | Олимп-2, Ростов-на-Дону, Россия                        | Россия                                                 | 82′                                                    | 3:1                                                    | Товарищеский матч                                      |
| 21                                                     | 26 марта 2016                                          | Групама Арена, Будапешт, Венгрия                       | Венгрия                                                | 29′                                                    | 1:1                                                    | Товарищеский матч                                      |
| 22                                                     | 4 июня 2016                                            | Руевица, Риека, Хорватия                               | Сан-Марино                                             | 24′, 36′, 38′                                          | 10:0                                                   | Товарищеский матч                                      |
| 25                                                     | 6 октября 2016                                         | Лоро Боричи, Шкодер, Албания                           | Косово                                                 | 6′, 24′, 35′                                           | 6:0                                                    | Отборочные матчи ЧМ-2018                               |
| 28                                                     | 9 октября 2016                                         | Ратина, Тампере, Финляндия                             | Финляндия                                              | 18′                                                    | 1:0                                                    | Отборочные матчи ЧМ-2018                               |
| 29                                                     | 15 ноября 2016                                         | Уиндзор Парк, Белфаст, Северная Ирландия               | Северная Ирландия                                      | 9′                                                     | 3:0                                                    | Товарищеский матч                                      |
| 30                                                     | 6 октября 2017                                         | Руевица, Риека, Хорватия                               | Финляндия                                              | 57′                                                    | 1:1                                                    | Отборочные матчи ЧМ-2018                               |
| 31                                                     | 1 июля 2018                                            | Стадион Нижний Новгород, Нижний Новгород, Россия       | Дания                                                  | 4′                                                     | 1:1 (п. 3:2)                                           | ЧМ-2018. 1/8 финала                                    |
| 32                                                     | 11 июля 2018                                           | Лужники, Москва, Россия                                | Англия                                                 | 109′                                                   | 2:1                                                    | ЧМ-2018. 1/2 финала                                    |
| 33                                                     | 15 июля 2018                                           | Лужники, Москва, Россия                                | Франция                                                | 69′                                                    | 2:4                                                    | ЧМ-2018. Финал                                         |

## Личная жизнь
Манджукич родился 21 мая 1986 года в Славонском-Броде, на территории современной Хорватии. Его отец Мато – боснийский хорват из Пруда под Оджаком. Мато также был футболистом, который переехал в Славонски-Брод после перехода из «Козара» в БСК.
С 2007 года Манджукич состоит в отношениях с Иваной Микулич из Стриживойны.